# イオン廿日市店

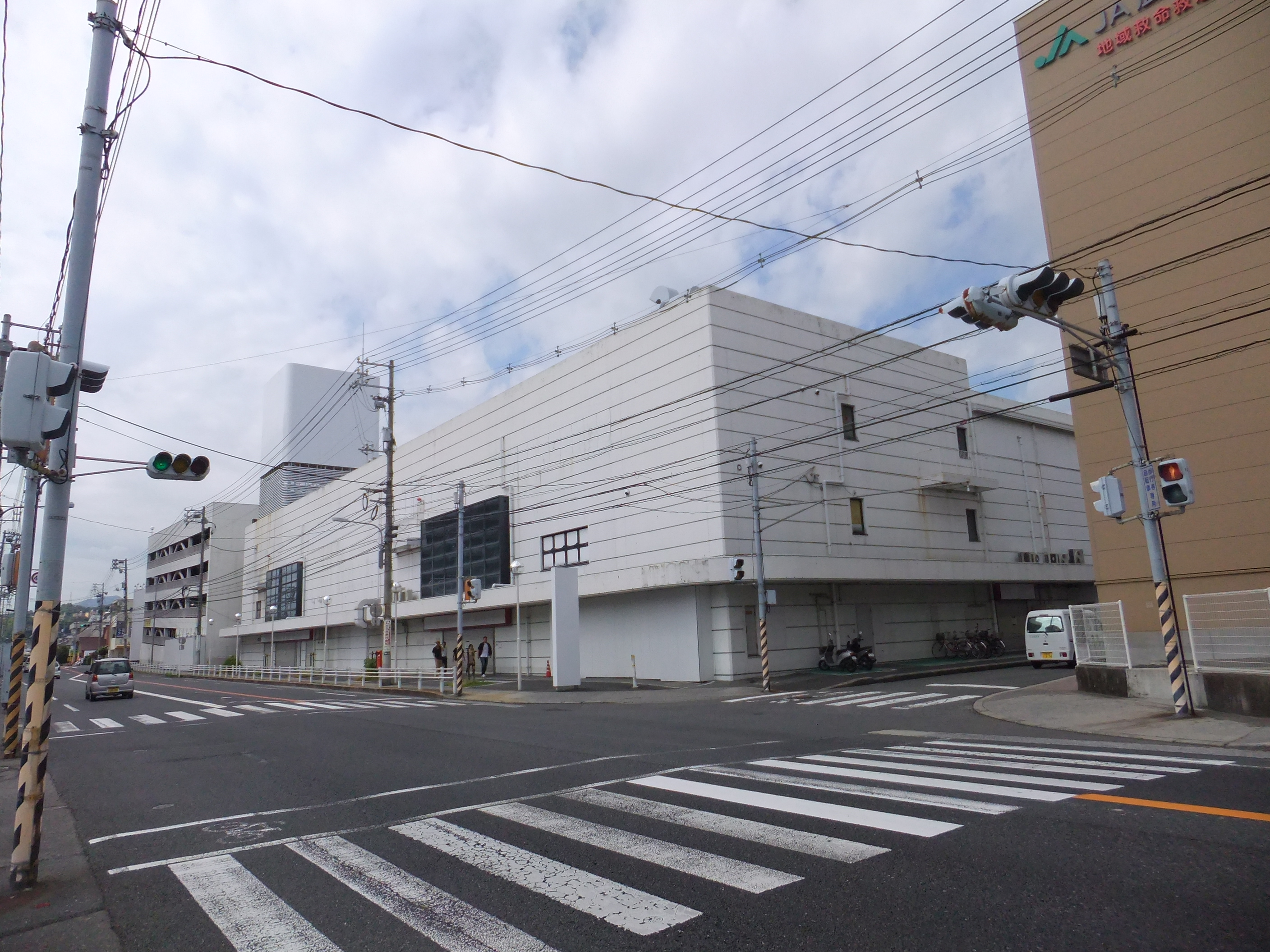
閉店後のイオン廿日市店

イオン廿日市店（イオンはつかいちてん）は、かつて広島県廿日市市地御前にあった、イオンリテールが運営していた総合スーパー (GMS)。
1986年に「ニチイ廿日市店（ニチイ廿日市ショッピングデパート）」として開店し、1990年に「廿日市サティ」、2011年3月1日に「イオン廿日市店」へとブランド変更されたが、2014年4月30日に閉店した。
2014年9月、廿日市市が土地・建物を買収。周辺にあるJA広島総合病院と連結して整備する事を議員全員協議会で表明した。店舗は解体され、2024年4月14日にJA広島総合病院の南棟が完成し落成式が行われた。

## 交通アクセス
- 広島電鉄宮島線JA広島病院前駅から1分

## 周辺
- JA広島厚生連　廣島総合病院
- 広島銀行廿日市支店地御前出張所 ※廃止
- 廿日市市立金剛寺小学校
- 広島三菱自動車販売株式会社廿日市店